# Anna perdonami
Anna perdonami è un film del 1953 diretto da Tanio Boccia.

## Trama
Paolo, fatto prigioniero durante la seconda guerra mondiale e condotto negli Stati Uniti, vi è rimasto dopo la guerra, ha sposato un'italoamericana ed ha fatto fortuna. Alla morte della moglie torna in Italia, ad Anzio sua città natale, dove sua sorella Gisella l'accoglie nella loro vecchia casa. 
Con i ricordi del passato si ripresentano le immagini delle donne, che Paolo aveva amato. Mentre passeggia, incontra Luisa, che ha creduto d'amare: essa lo aveva lasciato, seguendo il miraggio di una vita brillante. 
Ritrova un suo amico fidato (Sandro) che, fra le altre cose, lo conduce una sera nella villa di una contessa, dove gli uomini vanno a giocare d'azzardo e a divertirsi con donne compiacenti. Nella contessa riconosce Wanda, una ex fidanzata, che aveva lasciato. Durante la serata Wanda rimprovera e maltratta una bambina, che le fa da cameriera, con tale violenza da suscitare una sensazione di disgusto in Paolo; fino al punto che di li a poco lascia la casa di Wanda con il pretesto di sentirsi male. 
Paolo va a cercare il suo amico Sandro per raccontargli ciò che era accaduto la sera precedente. Inoltre chiede notizie dell'ultima fidanzata che aveva avuto prima di partire per la guerra: Anna. 
Questi vorrebbe sapere che fine aveva fatto, infatti il giorno che era partito per la guerra lei non era andata a salutarlo. Ma l'amico Sandro non l'aveva più rivista e non aveva notizie. Rientrato a casa, Paolo chiede notizie su Anna alla sorella, la quale si mostra abbastanza reticente, gli comunica che Anna era morta dodici anni prima, dando alla luce una bambina, ma dice di averla persa di vista. 
Paolo decide di ricercare egli stesso la famiglia di Anna per avere notizie più precise.  Va a cercare la sua casa ma lo informano che la famiglia si era trasferita a Nettuno. Trovata la casa Paolo parla con Vera, la sorella di Anna, che gli rivela che era morta durante il parto e che lui era il padre della bambina. Appena vede la bambina riconosce che era la stessa che la contessa aveva redarguito nella sua villa.

## Produzione
Il film è ascrivibile al filone dei melodrammi sentimentali, comunemente detto strappalacrime, allora molto in voga tra il pubblico italiano, poi ribattezzato dalla critica con il termine neorealismo d'appendice.
Venne realizzato negli stabilimenti della Scalera Film di Roma.

## Altri tecnici
- Arredatore: Mario Casalini
- Direttore di produzione: Cesare Zanetti
- Ispettore di produzione: Renato De Pasqualis
- Fonico: Alessandro Sarandrea

## Colonna sonora
La colonna sonora del film è stata composta da Carlo Innocenzi.